# U-30 (tàu ngầm Đức) (1936)
U-30 là một tàu ngầm tấn công  Lớp Type VII thuộc phân lớp Type VIIA được Hải quân Đức Quốc Xã chế tạo trước Chiến tranh Thế giới thứ hai. Nhập biên chế năm 1936, nó đã thực hiện tám chuyến tuần tra trong chiến tranh, đánh chìm một tàu chiến phụ trợ và 16 tàu buôn với tổng tải trọng 86.490 gross register tons (GRT), cùng gây hư hại cho hai chiếc khác. Sự kiện tàu chở hành khách SS Athenia bị U-30 đánh chìm khiến 28 công dân Hoa Kỳ trong số hành khách thiệt mạng đã bị bưng bít cho đến hết chiến tranh. Sau chuyến tuần tra cuối cùng vào tháng 8, 1940, U-30 được rút về làm nhiệm vụ huấn luyện cho các thủy thủ đoàn U-boat tương lai. Nó xuất biên chế vào tháng 1, 1945, và cuối cùng bị đánh đắm tại Flensburg trong kế hoạch Regenbogen vào tháng 5, 1945.

## Thiết kế và chế tạo

### Thiết kế
Tàu ngầm Type VII được thiết kế căn bản dựa trên những kiểu tàu ngầm của Đế quốc Đức thời Chiến tranh Thế giới thứ nhất. Chúng có trọng lượng choán nước 626 t (616 tấn Anh) khi nổi và 745 t (733 tấn Anh) khi lặn), con tàu có chiều dài chung 64,51 m (211 ft 8 in), lớp vỏ trong chịu áp lực dài 45,50 m (149 ft 3 in), mạn tàu rộng 5,58 m (18 ft 4 in), chiều cao 9,50 m (31 ft 2 in) và mớn nước 4,37 m (14 ft 4 in).
Chúng trang bị hai động cơ diesel MAN M 6 V 40/46 6-xy lanh 4 thì, tổng công suất 2.100–2.310 PS (1.540–1.700 kW; 2.070–2.280 bhp) ở tốc độ vòng quay 470-485 vòng mỗi phút, cho phép đạt tốc độ tối đa 17 kn (31 km/h), và tầm hoạt động tối đa 6.200 nmi (11.500 km) khi đi tốc độ đường trường 10 kn (19 km/h). Khi đi ngầm dưới nước, chúng sử dụng hai động cơ/máy phát điện Brown, Boveri & Cie GG UB 720/8 tổng công suất 750 PS (550 kW; 740 shp). Tốc độ tối đa khi lặn là 8 kn (15 km/h), và tầm hoạt động 95 nmi (176 km) ở tốc độ 4 kn (7,4 km/h).
Vũ khí trang bị có năm ống phóng ngư lôi 53,3 cm (21 in), bao gồm bốn ống trước mũi và một ống phía đuôi, và mang theo tổng cộng 11 quả ngư lôi, hoặc tối đa 22 quả thủy lôi TMA, hoặc 33 quả TMB. Tàu ngầm Type VIIA bố trí một hải pháo 8,8 cm SK C/35 cùng một pháo phòng không 2 cm (0,79 in) trên boong tàu. Thủy thủ đoàn bao gồm 4 sĩ quan và 40-56 thủy thủ.

### Chế tạo
U-30 được đặt hàng vào ngày 1 tháng 4, 1935, rõ ràng là một vi phạm Hiệp ước Versailles do điều khoản cấm Đức sở hữu tàu ngầm. Nó được đặt lườn tại xưởng tàu của hãng AG Weser tại Bremen vào ngày 24 tháng 1, 1936, hạ thủy vào ngày 4 tháng 8, 1936, và nhập biên chế cùng Hải quân Đức Quốc Xã vào ngày 8 tháng 10, 1936 dưới quyền chỉ huy của Hạm trưởng, Đại úy Hải quân Hans Cohausz.

## Lịch sử hoạt động
Trong suốt quãng đời hoạt động, U-30 đã tham gia tám chuyến tuần tra, đánh chìm mười sáu tàu buôn đối phương có tổng tải trọng 86.165 GRT cùng một tàu chiến phụ trợ tải trọng 325 GRT. Nó cũng gây hư hại cho thiết giáp hạm Anh HMS Barham cùng một tàu buôn tải trọng 5.642 GRT. Tất cả thành tích này của U-30 đều dưới quyền chỉ huy của Đại úy Hải quân Fritz-Julius Lemp.

### 1939

#### Chuyến tuần tra thứ nhất - Đánh chìmAthenia
U-30 khởi hành từ Wilhelmshaven vào ngày 22 tháng 8, 1939 cho chuyến tuần tra đầu tiên, trước khi Thế Chiến II bắt đầu. Nó tham gia chiến sự vào ngày 3 tháng 9, chỉ mười giờ sau khi Đế quốc Anh chính thức tuyên chiến với Đức, khi đánh chìm chiếc tàu buôn SS Athenia 13.581 GRT, vốn đang trong hành trình từ Liverpool đến Montreal, Canada, ở vị trí khoảng 200 nmi (370 km) về phía Tây quần đảo Hebrides. Athenia trở thành con tàu đầu tiên bị đánh chìm trong cuộc xung đột, và trong số hơn 1.400 hành khách đã có 112 người thiệt mạng, 28 người trong số đó mang quốc tịch Hoa Kỳ.  Sau khi đánh chìm Athenia, U-30 còn tiếp tục đánh chìm hai tàu buôn Blairlogie 4.425 GRT và SS Fanad Head 5.200 GRT.
Ngay sau cuộc tấn công, Bộ Tuyên truyền Đức Quốc Xã phủ nhận mọi cáo buộc tàu ngầm U-boat Đức đã đánh chìm Athenia. Thay vào đó họ cho rằng phía Anh đã phóng ngư lôi vào chính tàu của họ nhằm lôi kéo Hoa Kỳ vào cuộc xung đột theo phe Đồng Minh. Để xoa dịu phản ứng của phía Hoa Kỳ sau vụ đánh chìm Athenia, Joachim von Ribbentrop, Bộ trưởng Ngoại giao Đức Quốc Xã, tổ chức buổi họp giữa Đại đô đốc Erich Raeder, Tổng tư lệnh Hải quân Đức, và Tùy viên Hải quân sứ quán Hoa Kỳ vào ngày 16 tháng 9. Trong cuộc họp Raeder khẳng định ông nhận được báo cáo từ mọi tàu ngầm đang hoạt động ngoài biển, nên chắc chắn rằng Athenia không bị bất kỳ tàu ngầm U-boat Đức nào đánh chìm. Thực ra, không phải mọi tàu ngầm Đức đều đã quay trở về cảng, và mọi tàu U-boat đều giữ chế độ im lặng vô tuyến nghiêm ngặt.
Khi U-30 quay trở về cảng Wilhelmshaven vào ngày 27 tháng 9, Chuẩn đô đốc Karl Dönitz, Tư lệnh lực lượng tàu ngầm Đức, đích thân gặp hạm trưởng của U-30 tại bến tàu. Đại úy Lemp thừa nhận ông chịu trách nhiệm về việc đánh chìm Athenia, do nhận định nhầm mục tiêu đang chạy zig-zag là một tàu buôn tuần dương vũ trang. Sau đó đô đốc Dönitz được lệnh giữ tuyệt đối bí mật sự việc, và đại úy Lemp được miễn trừ mọi trách nhiệm có liên quan; đô đốc Dönitz cũng ra lệnh thay đổi nhật ký hải trình của U-30 để xóa bỏ mọi dấu vết có liên quan. Sự thật về nguyên nhân Athenia bị đánh chìm chỉ được tiết lộ trong vụ xét xử tội ác chiến tranh tại Tòa án Nürnberg vào năm 1946.

#### Chuyến tuần tra thứ hai
Ảnh hưởng bởi việc điều tra của Bộ tổng tham mưu Đức liên quan đến việc đánh chìm Athenia, U-30 phải ở lại cảng Wilhelmshaven cho đến ngày 9 tháng 12, khi nó khởi hành cho chuyến tuần tra thứ hai. Chuyến đi chỉ kéo dài sáu ngày, đi đến bờ biển phía Nam Na Uy (lúc này còn giữ trung lập) trước khi quay trở lại Wilhelmshaven vào ngày 14 tháng 12, mà không bắt gặp mục tiêu nào.

#### Chuyến tuần tra thứ ba
U-30 xuất phát từ Wilhelmshaven vào ngày 23 tháng 12, 1939 cho chuyến tuần tra thứ ba, đi đến Bắc Hải, rồi băng qua khe GIUK giữa các quần đảo Faroe và Shetland để tiến vào khu vực Đại Tây Dương về phía Tây Nam Ireland. Nó đã đánh chìm tàu đánh cá chống ngầm HMS Barbara Robertson 325 GRT vào ngày 28 tháng 12, rồi cùng ngày hôm đó đã phóng ngư lôi tấn công HMS Barham, khiến chiếc thiết giáp hạm Anh 31.100 tấn bị hư hại và bốn thủy thủ tử trận. Sau đó nó tiến hành rải thủy lôi trước khi quay trở về Wilhelmshaven vào ngày 17 tháng 1, 1940. Bãi mìn do U-30 rải đã khiến El Oso 7.267 GRT bị đắm ngày 11 tháng 1; Gracia 5.642 GRT bị hư hại ngày 16 tháng 1; và Cairnross 5.494 GRT bị đắm ngày 17 tháng 1.

### 1940

#### Chuyến tuần tra thứ tư
Trong chuyến tuần tra thứ tư xuất phát về kết thúc cùng tại Wilhelmshaven, diễn ra từ ngày 11 tháng 3 đến ngày 30 tháng 3, U-30 hoạt động dọc bờ biển phía Tây Na Uy hỗ trợ cho Chiến dịch Weserübung nhằm xâm chiếm đất nước này. Nó không tìm thấy mục tiêu nào trong suốt 20 ngày tuần tra.

#### Chuyến tuần tra thứ năm
Trong chuyến tuần tra thứ năm từ ngày 3 tháng 4 đến ngày 4 tháng 5, U-30 khởi hành từ Wilhelmshaven để tiếp tục hỗ trợ cho Chiến dịch Weserübung dọc bờ biển phía Tây Na Uy. Sau đó nó đi sang phía Tây Nam về hướng Scotland sẵn sàng đánh chặn mọi tàu chiến Anh có thể được phái đi tăng cường hoạt động phòng thủ Na Uy. U-30 vẫn không đánh chìm được mục tiêu nào trong chuyến đi này trước khiq auy trở lại Wilhelmshaven.

#### Chuyến tuần tra thứ sáu
Khởi hành từ Wilhelmshaven vào ngày 8 tháng 6 cho chuyến tuần tra thứ sáu, U-30 lại đi ngang Bắc Hải, rồi băng qua khe GIUK  để tiến vào vùng biển giữa Đại Tây Dương. Trong khu vực vịnh Biscay, nó lần lượt đánh chìm tàu buôn Anh Otterpool 4.876 GRT vào ngày 20 tháng 6, và tàu buôn Na Uy Randsfjord 3.999 GRT hai ngày sau đó. Đến ngày 28 tháng 6, tàu buôn Anh Llanarth 5.053 GRT trúng ngư lôi, rồi tiếp nối bởi tàu buôn Anh Beignon 5.218 GRT vào ngày 1 tháng 7 và tàu buôn Ai Cập Angele Mabro 3.154 GRT vào ngày 6 tháng 7. Thay vì quay trở về Đức, U-30 kết thúc chuyến tuần tra tại cảng Lorient, tại nước Pháp vừa bị chiếm đóng sau khi Pháp thua trận, trở thành chiếc tàu ngầm U-boat Đức đầu tiên đi đến cảng này trong Thế Chiến II.

#### Chuyến tuần tra thứ bảy
U-30 xuất phát từ Lorient vào ngày 13 tháng 7 cho chuyến tuần tra thứ bảy, hoạt động hướng về phía Nam đến tận ngoài khơi Bồ Đào Nha, và đã đánh chìm tàu buôn Anh Ellaroy 712 GRT vào ngày 21 tháng 7. Tuy nhiên chỉ ba ngày sau đó, nó phải quay trở về Lorient, do gặp trục trặc trên một trong những động cơ diesel. Tại cảng, U-30 được phát hiện có thêm những trục trặc cơ khí khác, nên chỉ hoạt động cầm chừng và sẽ được đưa trở về Đức trong chuyến tuần tra tiếp theo.

#### Chuyến tuần tra thứ tám
Rời cảng Lorient, Pháp vào ngày 5 tháng 8 cho chuyến tuần tra thứ tám, cũng là chuyến cuối cùng, U-30 đã đánh chìm tàu buôn Thụy Điển Canton 5.779 GRT vào ngày 9 tháng 8, và tàu buôn Anh Clan Macphee 6.628 GRT vào ngày 16 tháng 8, tất cả đều ở tại vùng biển phía Tây Ireland. Tuy nhiên U-30 lại gặp phải trục trặc động cơ, nên buộc phải kết thúc sớm chuyến tuần tra và quay trở về Đức ngang qua Bắc Hải, về đến cảng Kiel vào ngày 30 tháng 8. Kết thúc chuyến tuần tra, Đại úy Fritz-Julius Lemp được tặng thưởng Huân chương Chữ thập Sắt Hiệp sĩ.

### 1941 - 1945
Sau chuyến tuần tra thứ tám, U-30 được rút khỏi hoạt động trên tuyến đầu vào ngày 15 tháng 9, 1940, và được đưa về Chi hạm đội U-boat 24 để làm nhiệm vụ huấn luyện tại khu vực biển Baltic cho đến hết chiến tranh. Nhiều thành viên trong số thủy thủ đoàn kỳ cựu của U-30, bao gồm Đại úy Lemp, được chuyển sang tàu ngầm U-110. Vào giai đoạn cuối của cuộc xung đột, theo dự định của kế hoạch Regenbogen, U-30 bị đánh đắm trong vịnh Kupfermühle về phía Đông Flensburg vào ngày 5 tháng 5, 1945, để tránh lọt vào tay lực lượng Đồng Minh. Xác tàu đắm sau đó được trục vớt và tháo dỡ vào năm 1948.

### Các "Bầy sói" từng tham gia
U-30 từng tham gia "Bầy sói":
- Prien (15 đến 17 tháng 6, 1940)

### Tóm tắt chiến công
U-30 đã đánh chìm mười sáu tàu buôn đối phương có tổng tải trọng 86.165 GRT cùng một tàu chiến phụ trợ tải trọng 325 GRT. Nó cũng gây hư hại cho một tàu buôn khác có tải trọng 5.642 GRT và gây hư hại cho thiết gáp hạm HMS Barham:
| Ngày              | Tên tàu               | Quốc tịch              | Tải trọng | Số phận      |
| ----------------- | --------------------- | ---------------------- | --------- | ------------ |
| 3 tháng 9, 1939   | Athenia               | Anh Quốc               | 13.581    | Bị đánh chìm |
| 11 tháng 9, 1939  | Blairlogie            | United Kingdom         | 4.425     | Bị đánh chìm |
| 14 tháng 9, 1939  | Fanad Head            | United Kingdom         | 5.200     | Bị đánh chìm |
| 28 tháng 12, 1939 | HMT Barbara Robertson | Hải quân Hoàng gia Anh | 325       | Bị đánh chìm |
| 28 tháng 12, 1939 | HMS Barham            | Hải quân Hoàng gia Anh | 31.100    | Bị hư hại    |
| 11 tháng 1, 1940  | El Oso                | United Kingdom         | 7.267     | Bị đánh chìm |
| 16 tháng 1, 1940  | Gracia                | United Kingdom         | 5.642     | Bị hư hại    |
| 17 tháng 1, 1940  | Cairnross             | United Kingdom         | 5.494     | Bị đánh chìm |
| 7 tháng 2, 1940   | Munster               | United Kingdom         | 4.305     | Bị đánh chìm |
| 9 tháng 2, 1940   | Chagres               | United Kingdom         | 5.406     | Bị đánh chìm |
| 8 tháng 3, 1940   | Counsellor            | United Kingdom         | 5.068     | Bị đánh chìm |
| 20 tháng 6, 1940  | Otterpool             | United Kingdom         | 4.876     | Bị đánh chìm |
| 22 tháng 6, 1940  | Randsfjord            | Norway                 | 3.999     | Bị đánh chìm |
| 28 tháng 6, 1940  | Llanarth              | Anh Quốc               | 5.053     | Bị đánh chìm |
| 1 tháng 7, 1940   | Beignon               | Anh Quốc               | 5.218     | Bị đánh chìm |
| 6 tháng 7, 1940   | Angele Mabro          | Ai Cập                 | 3.154     | Bị đánh chìm |
| 21 tháng 7, 1940  | Ellaroy               | Anh Quốc               | 712       | Bị đánh chìm |
| 9 tháng 8, 1940   | Canton                | Thụy Điển              | 5.779     | Bị đánh chìm |
| 16 tháng 8, 1940  | Clan Macphee          | Anh Quốc               | 6.628     | Bị đánh chìm |